# Pyrinia angulimargo
Pyrinia angulimargo là một loài bướm đêm trong họ Geometridae.